# Dentro me ti scrivo
Dentro me ti scrivo è una canzone di Mango, contenuta nell'album L'albero delle fate, pubblicato nel 2007.
Il brano è stato inserito nell'omonimo CD singolo, pubblicato il 12 ottobre 2007 come terzo estratto dall'album dopo Chissà se nevica (presentata al Festival di Sanremo 2007) e La fine delle poesie. Per l'occasione è stato girato a Roma il relativo videoclip, l'unico realizzato per promozionare l'album L'albero delle fate.
Il singolo, oltre all'omonimo brano, contiene la versione unplugged di Chissà se nevica cantata in coppia con la moglie Laura Valente, e la cover di una canzone di Giorgio Gaber intitolata Verso il terzo millennio, eseguita durante il Festivalgaber nel luglio 2007.
Il brano è stato definito da Baglioni come la canzone d'amore più bella che abbia mai sentito.

## Tracce
1. Dentro me ti scrivo (Mango) - 04:31
2. Chissà se nevica (unplugged version - feat. Laura Valente) (Carlo De Bei - Mango) - 03:44
3. Verso il terzo millennio (cover - live version) (Giorgio Gaber - Luporini) - 04:48